# Promachus dimidiatus
Promachus dimidiatus là một loài ruồi trong họ Asilidae. Promachus dimidiatus được Curran miêu tả năm 1927. Loài này phân bố ở vùng Tân Bắc giới.